# Denkmalwert
Der Denkmalwert bezeichnet die Tatsache, dass ein Objekt, also ein „erhaltenes [Kunst]werk, das für eine frühere Kultur Zeugnis ablegt“, für wert befunden wird, geschützt zu werden, also als denkmalwürdig unter Denkmalschutz gestellt zu werden, dort zu verbleiben oder nach Veränderungen aus diesem herausgenommen zu werden. Denkmalwerte Objekte (z. B. Kulturdenkmale oder Baudenkmale) werden inventarisiert und in Denkmallisten verzeichnet. Diese Listen sind Arbeitslisten der Denkmalschutzbehörden, die kontinuierlich die enthaltenen Objekte anhand einer Werteskala überprüfen, für die sich als „Maßstab eine inzwischen deutschlandweit anerkannte Wertskala [herausgebildet hat], die in ihrem Niveau durch Gerichtsurteile gefestigt und untersetzt ist.“
Die internationale Grundlage des Denkmalwerts wurde in Chartas des International Council on Monuments and Sites (ICOMOS) niedergelegt. Ausschlaggebend sind dafür die Charta von Venedig (für Bauwerke), die Charta von Florenz (für Gärten und Landschaften) und die Charta von Washington (für historische Siedlungen und Stadtgebiete). Ebenfalls von Bedeutung ist die vom australischen Nationalkomitee des ICOMOS verabschiedete Charta von Burra, laut derer Denkmalwert bedeutet: „ästhetische, historische, wissenschaftliche oder gesellschaftliche Werte für vergangene, gegenwärtige und zukünftige Generationen“.
Verschiedene Gründe für das Bestehen eines öffentlichen Interesses am Erhalt und Schutz eines Denkmals beeinflussen den Denkmalwert. Dazu gehören unter anderem: 
- besonderer historischer Wert (z. B. Grablegen herausragender Personen)
- besonderer künstlerischer Wert (z. B. für die Kunstgeschichte wichtige Objekte)
- besondere wissenschaftliche Bedeutung (z. B. Objekte aus der Forschungsgeschichte oder auch Bodendenkmale wie Versteinerungen)
- besondere städtebauliche oder ortsbildprägende Bedeutung (z. B. alte Dörfer oder Arbeitersiedlungen aus der Zeit der Industrialisierung)
- besondere Bedeutung für die Geschichte der Arbeits- und Produktionsverhältnisse (z. B. alte Industrieanlagen)
- besondere volkskundliche oder heimatgeschichtliche Bedeutung (z. B. regionaltypische Bauformen wie Umgebindehäuser)
- besondere technikgeschichtliche Bedeutung (z. B. historische Mahlwerke alter Mühlen)
- besondere landschaftsgestalterische Bedeutung (z. B. historische Schlossparkanlagen)
- weitere je nach Wortlaut der deutschen Landesdenkmalschutzgesetze